# HMS Byron (K508)
«Байрон» (англ. HMS Byron (K508) — військовий корабель, фрегат типу «Кептен» підтипу «Баклі» Королівського військово-морського флоту Великої Британії за часів Другої світової війни.

## Історія створення
Фрегат «Байрон» був закладений 24 травня 1943 року на верфі американської компанії Bethlehem Hingham Shipyard у Гінгемі, як ескортний міноносець типу «Баклі». 14 серпня 1943 року він був спущений на воду, а 30 жовтня 1943 року переданий до Королівських ВМС Великої Британії, де за тиждень увійшов до бойового складу флоту.

## Історія служби
«Байрон» брав участь у бойових діях на морі в Другій світовій війні, супроводжував транспортні конвої союзників в Атлантиці. За час війни брав участь у взаємодії з іншими протичовновими кораблями у затопленні німецьких підводних човнів U-722 і 1001.
27 березня 1944 року «Байрон» разом з британськими фрегатами «Фіцрой» та «Редмілл» у Гебридському морі потопили глибинними бомбами U-722.
8 квітня 1945 року фрегат у взаємодії з фрегатом «Фіцрой» потопив німецький підводний човен U-1001 південно-західніше Лендс-Енда, Англія.
Після війни повернутий до США, де був розібраний на брухт.